# Xenoturbella japonica
Xenoturbella japonica — вид морських червоподібних тварин роду Xenoturbella, типу Xenacoelomorpha. Виявлений на заході Тихого океану командою японських вчених з Університету Цукуби. Як і інші представники типу, відомий відсутністю дихальної, кровоносної та екскреторної систем.